# Småtinamo
Småtinamo (Nothura minor) är en hotad fågel i familjen tinamoer som förekommer i Brasilien.

## Utseende och läten
Småtinamon är en liten (18–20 cm) och rostbrun tinamo som uppträder i två färgformer. I normalformen har den kastanjebrun hjässa med gulaktiga fläckar, varmbeigefärgat ansikte och ljusare strupe. Halsen är gulbeige med mörkbruna fläckar, mot bröstet mer streckat. Resten av undersidan är ljusbeige med viss brun fläckning på flankerna. Ovansidan är kastanjebrun med rostfärgade band och gräddvita kanter. Vingarna är sotbandat rostfärgade. Hos den svarta formen är det bruna ersatt av svart. Den har gula ben, svartaktig näbb och brunt öga. Lätet består av långa, ljusa och metalliska visslingar, "peeeeep", men även snabbare och kortare ljud.

## Utbredning och systematik
Småtinamon förekommer i halvtorra gräsmarker och buskmark i det inre av sydöstra Brasilien. Den behandlas som monotypisk, det vill säga att den inte delas in i några underarter.

## Status
Arten tros minska kraftigt i antal till följd av habitatförstörelse. Populationen är sannolikt liten (under 10.000 vuxna individer) och fragmenterad. Internationella naturvårdsunionen IUCN anser den därför vara hotad och placerar den i hotkategorin sårbar.